# アルカトラズからの脱出
『アルカトラズからの脱出』（原題: Escape From Alcatraz）は、1979年に公開されたアメリカ映画。脱獄不可能と言われたアルカトラズ刑務所から脱獄したフランク・モリスの実話を基に制作された。

## あらすじ
1960年初頭、サンフランシスコ湾に浮かぶアルカトラズ島。そこには鉄壁の牢獄アルカトラズ刑務所があった。そこに入所してきた頭脳優秀なフランク・モリスは脱獄の方法を考えていたが、ある日通気口から外へ出られるという話を聞き、独房の小さい通気口への入り口を大きくしてそこから独房の外へ出て、脱出する手段を思いつく。同じ頃、刑務所内で親しくなった囚人ドクが、趣味としていた絵描きを刑務所長に禁止されたことに絶望し、斧で指を切断する騒動が起きる。憤慨したモリスは本格的に脱獄の準備に取り掛かり、囚人仲間たちに協力を依頼し、脱獄用の道具を取り寄せる。
モリスは仲間たちが集めた道具を用いて独房の通気口を取り外すことに成功し、脱獄用のいかだと偽装用の人形を作り上げる。仲間たちもそれぞれ自分の独房の通気口を取り外し、脱獄の準備を着々と進めていく。そんな中、食堂で仲間たちと計画を話し合っていたモリスの元に刑務所長が現れ、モリスがドクの形見代わりに持っていた菊の花を取り上げてしまい、それに抗議した仲間のリトマスがショック死してしまう。モリスは脱獄を夜に決行すると仲間に伝えるも、入所当初に乱闘騒ぎを起こして恨まれていたウルフに襲われそうになるが、黒人グループのボスで脱獄に協力していたイングリッシュに救われる。
脱獄の決行を控えた当日、モリスに不審な行動が見られることに気付いた刑務所長は、彼を別の独房に移すように命令する。その夜、モリス、ジョン、クラレンスらは独房から脱獄して建物の外に出るが、チャーリーは通気口を取り外すことが出来ずに脱獄に失敗してしまう。合流したモリス、ジョン、クラレンスは監視の目を掻い潜り、用意したいかだでアルカトラズ島から脱出する。
翌日、モリスが脱獄したことに気付いた刑務所長は島の周囲を捜索し、海岸に打ち上げられたジョン、クラレンスの所持品を発見する。三人の生存を疑う捜査官たちに「奴らは死んだ」と言い聞かせる刑務所長は、そこでモリスが所持していた菊の花を発見する。大規模な捜索が行われたにもかかわらず三人の生死は不明のままとなり、1年後にアルカトラズ刑務所は閉鎖される。

## キャスト
| 役名                         | 俳優                      | 日本語吹替                 | 日本語吹替                                   |
| 役名                         | 俳優                      | テレビ朝日版               | VOD版                                        |
| ---------------------------- | ------------------------- | -------------------------- | -------------------------------------------- |
| フランク・モリス             | クリント・イーストウッド  | 山田康雄                   | 山路和弘                                     |
| 刑務所長                     | パトリック・マクグーハン  | 納谷悟朗                   | 世古陽丸                                     |
| チェスター・“ドク”・ダルトン | ロバーツ・ブロッサム      | 杉田俊也                   | 西村知道                                     |
| クラレンス・アングリン       | ジャック・チボー          | 仲木隆司                   | 渡部俊樹                                     |
| ジョン・アングリン           | フレッド・ウォード        | 笹岡繁蔵                   | 中務貴幸                                     |
| イングリッシュ               | ポール・ベンジャミン      | 小林清志                   | 楠大典                                       |
| チャーリー・バッツ           | ラリー・ハンキン          | 嶋俊介                     | 各務立基                                     |
| ウルフ                       | ブルース・M・フィッシャー | 西尾徳                     | 山本満太                                     |
| リトマス                     | フランク・ロンジオ        | 島宇志夫                   | 後藤哲夫                                     |
| ジョンソン                   | フレッド・スタスマン      | 大久保正信                 | 松川央樹                                     |
| ワグナー                     | デイビット・クライヤー    | 清川元夢                   |                                              |
| ジンマーマン看守             | マディソン・アーノルド    | 郷里大輔                   |                                              |
| クランストン                 | エド・ヴァスガーシアン    | 池田勝                     | 栗田圭                                       |
| ルーシー                     | レジーナ・バフ            | 幸田直子                   | 長尾歩                                       |
| イングリッシュの娘           | キャンディス・ボウウェン  | 藤原千秋                   | 村松凪                                       |
| 副所長                       | ハンク・ブラント          | 有本欽隆                   | 藤井隼                                       |
| 収監者                       | ダニー・グローヴァー      | 出演シーンカット           |                                              |
| ナレーション                 | N/A                       | 有本欽隆                   | N/A                                          |
| その他                       | N/A                       | 目黒裕一 河合義雄 幹本雄之 | 上住谷崇 永井将貴 宮崎敦吉 小林達也 樋山雄作 |

- テレビ朝日版：初回放送1983年11月6日『日曜洋画劇場』、正味約94分。(DVD・BD未収録)
- VOD版：Netflixで配信

## スタッフ
- 製作 / 監督：ドン・シーゲル
- 製作総指揮：ロバート・デイリー
- 原作：J・キャンベル・ブルース
- 脚色：リチャード・タークル
- 音楽：ジェリー・フィールディング
- 撮影：ブルース・サーティース
- 編集：フェリス・ウェブスター
- 美術：アレン・E・スミス
- マルパソ・カンパニー = ドン・シーゲル作品
- 配給：CIC / パラマウント映画

日本語版
- 字幕翻訳：金田文夫

| -    | テレビ朝日版      | VOD版                  |
| ---- | ----------------- | ---------------------- |
| 演出 | 春日正伸          | 高橋正浩               |
| 翻訳 | 飯嶋永昭          | 平田勝茂               |
| 調整 | 山田太平          |                        |
| 効果 | 遠藤堯雄 桜井俊哉 |                        |
| 選曲 | 赤塚不二夫        |                        |
| 制作 | 東北新社          | ニュージャパンフィルム |

## 評価
レビュー・アグリゲーターのRotten Tomatoesでは29件のレビューで支持率は97%、平均点は7.00/10となった。Metacriticでは9件のレビューを基に加重平均値が76/100となった。